# Augustin Andreas Geyer
Augustin Andreas Geyer (* 17. August 1774 in Marktschorgast; † 12. Januar 1837 im Schloss Banz) war ein deutscher katholischer Geistlicher und Fossiliensammler.

## Leben
Augustin Andreas Geyer wurde als Sohn eines fürstlich-bambergischen Beamten geboren. Er besuchte die öffentliche Schule in Bamberg und trat am 11. Juli 1793 in die Benediktiner-Abtei Kloster Banz ein; dort wurde er am 22. September 1798 zum Priester geweiht. 1801 wurde er Sakristeidirektor sowie Kustos und 1802 Kanzleiassessor und Sakristan.
Gemeinsam mit dem herzoglichen Kanzleirat Carl Theodori konzipierte und kuratierte Augustin Andreas Geyer in Kloster Banz eine Petrefaktensammlung (Fossiliensammlung). Zahlreiche, in der Gegend um Kloster Banz gefundene Fossilien, wie Ammoniten und Belemniten, Fischsaurier, Flugsaurier, Fische, Seelilien und Meereskrokodile, repräsentieren einen visuell greifbaren Querschnitt der Flora und Fauna im Meer der Jurazeit in Süddeutschland vor rund 200 Millionen Jahren. Die Petrefaktensammlung wurde 1828 der Familie von Herzog Wilhelm in Bayern mit der Bestimmung übergeben, dass sich die Sammlung ausschließlich aus Fossilien der direkten Region um Kloster Banz zusammensetzt und die Sammlung der wissenschaftlichen Forschung zugänglich ist. Die Petrefaktensammlung war seinerzeit von europäischer Bedeutung und wurde von vielen Wissenschaftlern aufgesucht, die von den dort ausgestellten Fossilien Gipsabdrücke anfertigten. Heute befindet sich die Petrefaktensammlung im Museum Kloster Banz in Bad Staffelstein.
Nach der Säkularisation des Klosters 1803 war er noch einige Zeit in der Seelsorge und als Lehrer der Technologie für die Real- und Sonntags-Schulen in Bamberg tätig, bis er 1815 die Pfarrei Banz erhielt.